# Could I Have This Kiss Forever
Could I Have This Kiss Forever è un duetto fra Whitney Houston e Enrique Iglesias, scritto da Diane Warren.
Il brano è apparso per la prima volta nell'album dei Iglesias Enrique. Iglesias e la Houston non si erano mai incontrati personalmente e avevano inciso il brano in studi separati (Iglesias Los Angeles e la Houston ad Amburgo). I due si sono incontrati per la prima volta in occasione della registrazione della nuova versione del brano.
Ad opera compiuta la traccia risulta più veloce dell'originale e la parte cantata dalla Houston è maggiore. 
Il singolo è stato pubblicato dalla Arista, etichetta della diva ed è stato il primo singolo dell'album Whitney: The Greatest Hits del 2000 poi inserito anche nel Greatest Hits di Enrique nel 2008.
"Could I Have This Kiss Forever" nonostante sia stato un discreto successo negli Stati Uniti, ha incontrato ancora maggior consenso in Europa, dove ha anche raggiunto la vetta della classifica dei singoli più venduti nei Paesi Bassi.

## Tracce
CD Single Arista 74321 78207 2
1. Could I Have This Kiss Forever (Metro Mix)
2. I'm Your Baby Tonight (Dronez Mix)
3. I'm Every Woman (Civilles and Cole Mix)
4. Queen of the Night (CJ Mackintosh Mix)

## Classifiche
| Classifica (2000)      | Posizione più alta |
| ---------------------- | ------------------ |
| Australia              | 12                 |
| Austria                | 8                  |
| Belgio (Fiandre)       | 8                  |
| Belgio (Vallonia)      | 5                  |
| Paesi Bassi            | 1                  |
| Europa                 | 1                  |
| Finlandia              | 17                 |
| Francia                | 16                 |
| Germania               | 5                  |
| Irlanda                | 8                  |
| Italia                 | 6                  |
| Nuova Zelanda          | 7                  |
| Norvegia               | 7                  |
| Svezia                 | 2                  |
| Spagna                 | 1                  |
| Svizzera               | 1                  |
| Regno Unito            | 7                  |
| U.S. Billboard Hot 100 | 52                 |

### Classifiche di fine anno
| Classifica (2000) | Posizione |
| ----------------- | --------- |
| Italia            | 39        |